# Эйзенхауэр, Дуайт Дэвид
Дуа́йт Дэ́вид Эйзенха́уэр (англ. Dwight David Eisenhower, оригинальное произношение — А́йзенхауэр, произн. /ˈaɪzənhaʊ.ər/; в США распространено прозвище Айк, англ. Ike; 14 октября 1890, Денисон, штат Техас, США — 28 марта 1969, Вашингтон, США) — американский государственный и военный деятель, 34-й президент США (1953—1961) от Республиканской партии. Генерал армии США (1944). Начальник штаба Армии США (1945—1948). Один из крупнейших полководцев Второй мировой войны. Его президентство сопровождалось разрастанием Холодной войны.
Участник Первой мировой войны. Как полководец, был главнокомандующим войск союзников на Западном фронте в 1944—1945 годах, известен командованием операцией «День Д» в Нормандии в 1944 году. Главнокомандующий объединёнными силами в Европе (1951—1952).
Дважды Человек года по версии Time (1944, 1959). Кавалер советского ордена «Победа». Инициировал введение фразы In God We Trust как американского национального девиза в 1956 году. Также ввёл в оборот понятие «военно-промышленный комплекс».

## Биография

### Детство
Дуайт Эйзенхауэр родился в городе Денисон, округ Грэйсон, штат Техас, в семье инженера Дэвида Эйзенхауэра (1863—1942) и Айды Эйзенхауэр (1862—1946), урожденной Стровер, дочери религиозных фермеров. Несмотря на высокую квалификацию и высшее образование, Дэвиду Эйзенхауэру было трудно зарабатывать на жизнь, его универсальный магазин в Хоупе, штат Канзас, прогорел. Семья жила небогато и много переезжала в поисках работы. В 1891 году они переехали в город Абилин, штат Канзас. Дэвид работал железнодорожным механиком, а затем на маслобойне. К 1898 году родители зарабатывали достаточно и могли позволить себе собственный хороший дом для своей выросшей семьи — помимо Дуайта у Эйзенхауэров родилось шесть сыновей — Артур (1886—1958), Эдгар (1889—1971), Рой (1892—1942), Пол (1892-94), Эрл (1898—1968) и Милтон (1899—1985). Дуайт окончил среднюю школу в 1909 году. Он хотел поступить в колледж, но семье не хватало на это денег. Друг Эйзенхауэра, будущий адмирал Эдвард Хазелетт, поступивший в военно-морскую академию в Аннаполисе, обратил внимание Дуайта, что обучение в военной академии бесплатное. Хотя Эйзенхауэр был в числе победителей вступительных экзаменов, он не подходил по возрасту для Военно-морской академии. Он учился в военной академии Вест-Пойнт с 1911 по 1915 год.
Дуайт Эйзенхауэр, несмотря на то, что был любителем и ни у кого специально не обучался, достаточно хорошо рисовал. В полном объёме его талант раскрылся в работах, которые он начал рисовать после войны. Эйзенхауэр с большим увлечением изучал деятельность Авраама Линкольна, часто цитировал его в своих выступлениях и даже нарисовал его портрет. Нередко Эйзенхауэр писал по фотографиям портреты работников своего аппарата и дарил им в качестве поощрения за хорошую работу.

### Вероисповедание
Дэвид, отец Дуайта Эйзенхауэра, происходил из семьи Ганса Николаса Эйзенхауэра, который иммигрировал в Соединённые Штаты Америки в 1841 году из германских государств, спасаясь от религиозных гонений. Он принадлежал к протестантской общине меннонитов. Мать Дуайта, Айда, родилась и воспитывалась также в христианской семье. Её семья принадлежала к одному из меннонитских направлений «Речные братья», но позже, по сообщениям историков, примерно между 1895 и 1900 годами, перешла в организацию «Сторожевой Башни», ныне известной во всем мире под названием «Свидетели Иеговы».
Эйзенхауэры были пацифистами, в то время как Дуайт стремился к изучению военного дела. Родители не препятствовали и не навязывали своих религиозных представлений своим детям (никто из них к церкви матери во взрослом возрасте не присоединился). Отец приносил ему книги, описывающие битвы Наполеона, Ганнибала и других полководцев. Эйзенхауэр крестился 1 февраля 1953 года в Пресвитерианской церкви. Это единственный известный в истории случай, когда действующий президент прошёл обряд крещения. После своей отставки он оставался формально членом Пресвитерианской церкви США (PCUSA) в Гетсбурге. Но часовня в его президентской библиотеке была интеррелигиозной, то есть не принадлежащей ни к одной религии.

### Военная карьера

#### Первая мировая война
6 апреля 1917 года США объявили войну Германии. Спустя несколько дней Эйзенхауэр получил звание капитана. С 1 апреля 1917 года он находился в пригороде Сан-Антонио — городе Леон Спрингс, штат Техас. Там он занимался подготовкой 57-го пехотного полка к отправке за океан. 20 сентября 1917 года он был направлен инструктором в лагерь для обучения офицеров в форте Оглеторн, в Джорджии. После этого следовал ещё ряд назначений в различные лагеря. 18 июня 1918 года, за успешную деятельность по подготовке танкистов, был награждён медалью и получил звание майора. Подавал несколько рапортов с просьбой отправки его на фронт и его просьба была удовлетворена, но за несколько дней до отправки в Европу пришло сообщение о подписании перемирия с Германией.

#### Межвоенный период
В 1919 гг капитан Эйзенхауэр вернулся к своим обязанностям в Кэмп-Миде, штат Мэриленд, командуя танковым батальоном, где оставался до 1922 года. Его обучение продолжалось, и он сосредоточился на характере следующей войны и роли танков. Его новые знания в области танковой войны были подкреплены тесным сотрудничеством с Джорджем С. Паттоном, Серено Э. Бреттом и другими высокопоставленными танковыми командирами. Их передовые идеи о наступательных танковых боях, ориентированных на скорость, были категорически отвергнуты вышестоящим командованием, которое считало новый подход слишком радикальным и предпочитало продолжать использовать танки исключительно для поддержки пехоты. Эйзенхауэру даже угрожали военным трибуналом за продолжение публикации этих предложенных методов применения танков, и он уступил.
В 1922—1925 годах служил в Зоне Панамского канала, который был оккупирован США, под начальством генерала Фокса Коннора. Под руководством Коннера он изучал военную историю и теорию (включая книгу Карла фон Клаузевица «О войне»), а позже сослался на огромное влияние Коннера на свое военное мышление, сказав в 1962 году, что «Фокс Коннер был самым способным человеком, которого я когда-либо знал». Комментарий Коннера об Эйзенхауэре был таким: «[Он] один из самых способных, эффективных и лояльных офицеров, которых я когда-либо встречал». По рекомендации Коннера в 1925—1926 годах он учился в колледже командования и генерального штаба в Форт-Ливенворте, Канзас, где он закончил первым в классе из 245 офицеров.
С 1929 по 1933 год работал в аппарате военного министра, окончил и некоторое время преподавал в Армейском промышленном колледже.
В июле 1932 года состоялся поход на Вашингтон ветеранов Первой мировой, требовавших улучшения материального положения. Против безоружных ветеранов были брошены части регулярной армии. Карательную операцию возглавлял генерал Макартур. Вместе с ним во главе войск, в частности, был и Эйзенхауэр. В результате 2 ветерана был убиты, 50 ранены. За участие в операции он был награждён медалью. Это была единственная «военная» операция, в которой участвовал Эйзенхауэр до начала Второй мировой войны. Хотя он был против действий, предпринятых против ветеранов, и настоятельно советовал Макартуру не принимать в этом участия, позже он написал официальный отчёт армии об инциденте, одобрив поведение Макартура.
С 1933 по 1935 год работал помощником начальника штаба армии генерала Макартура, с которым у него наметились разногласия, хотя сам Эйзенхауэр называл их преувеличенными и характеризовал отношения как позитивные. После этого до декабря 1939 года служил на Филиппинах. В 1936 году Эйзенхауэр получил звание подполковника. Он также научился летать в авиационном корпусе филиппинской армии на аэродроме Заблан в лагере Мерфи под руководством капитана Хесуса Вильямора, совершил одиночный полёт над Филиппинами в 1937 году и получил лицензию частного пилота в 1939 году в Форт-Льюисе. С марта по декабрь 1941 года был начальником штаба 3-й армии. После этого получил звание полковника, а после этого — бригадного генерала.

### Вторая мировая война

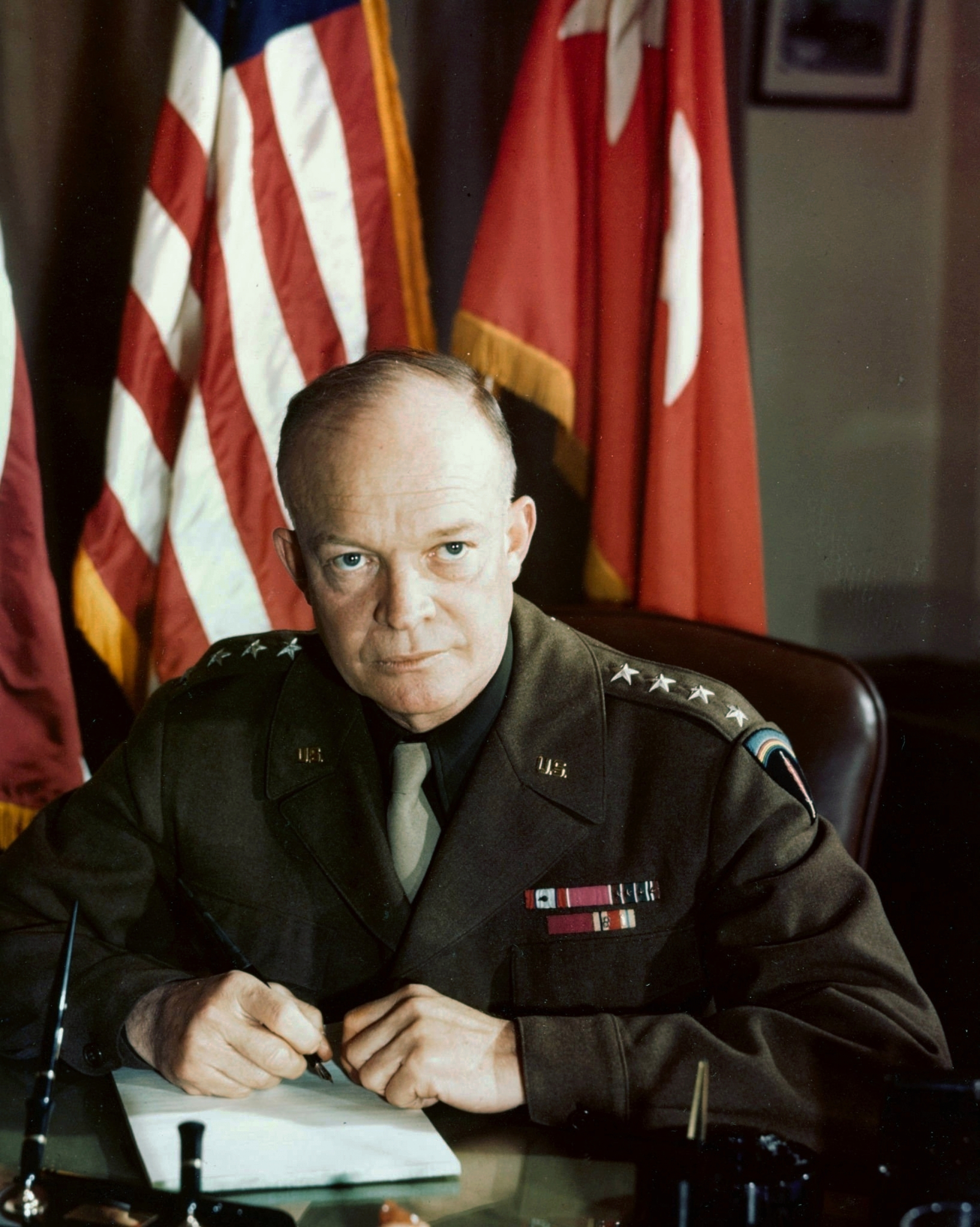
Генерал Эйзенхауэр во время войны

7 декабря 1941 года США были втянуты во Вторую мировую войну. В начале войны Эйзенхауэр занимал руководящие посты в Отделе военного и оперативного планирования в Штабе армии во главе с генералом Джорджем Маршаллом. С ноября 1942 по октябрь 1943 года Эйзенхауэр возглавлял Штаб союзных войск (AFHQ) при наступлении в Северной Африке, Сицилии и Италии.
Затем Эйзенхауэр был назначен Верховным главнокомандующим войсками союзников в Европе и руководил англо-американскими силами при высадке войск в Нормандии 6 июня 1944 года, а также во время дальнейших операций.

«Наша высадка в районе Шербур-Гавр не привела к удержанию плацдарма и я отвел войска. Мое решение атаковать в это время и в этом месте было основано на той информации, которой я располагал. Войска, авиация и флот сделали все, что могли сделать храбрость и верность долгу. Если кто-то виновен в неудаче этой попытки, то это только я.»— Wilmont, The Longest Day
В декабре 1944 года ему было присвоено звание генерала армии.
В марте 1945 года стал инициатором создания нового класса заключённых, на которых формально не распространялись условия Женевской Конвенции по правам военнопленных — Разоружённые Силы Неприятеля (англ. Disarmed Enemy Forces (DEF)). Это привело к массовым смертям немецких военнопленных, которым было отказано в элементарных условиях жизни.
После окончания войны поддерживал дружеские отношения с маршалом Жуковым. 
Эйзенхауэр — единственный генерал США (и единственный впоследствии президент США), который за всю историю советско-американских отношений был удостоен чести присутствовать вместе со Сталиным и другими советскими руководителями на трибуне Мавзолея, во время парада физкультурников на Красной площади 12 августа 1945 года.

### Послевоенная карьера
С ноября 1945 по февраль 1947 года занимал пост начальника штаба Армии США.
В июне 1947 года стал президентом Колумбийского университета, на посту которого явился организатором Американской ассамблеи — проекта, связанного с изучением проблем национального значения, с которыми сталкивалось подавляющее большинство американцев. В силу того, что Колумбийский университет расположен вплотную к афроамериканскому району Нью-Йорка Гарлему, в котором для белого был высокий риск попасть в ситуацию, угрожающую жизни, при посещении университетского района Эйзенхауэру приходилось брать с собой пистолет. После ухода с военной службы специальным решением высших органов власти за Эйзенхауэром пожизненно сохранялось звание генерала армии с содержанием в 20 тыс. долларов в год.
Имея почётные учёные степени и звания многих университетов мира, Эйзенхауэр прекрасно понимал, что высокие академические регалии получены им не за вклад в развитие наук, а как дань его военным заслугам во время Второй мировой войны. Поэтому несмотря на то, что ему было неприятно слышать мнение ряда представителей академической элиты, считавшей, что учебные заведения такого разряда должны возглавлять учёные, а не генералы, на первой же встрече с профессурой заявил, что не претендует на лавры учёного и при решении академических вопросов будет полагаться на её просвещённое мнение. Выполняя свою работу президента университета, он доводил свой рабочий день до 15 часов в сутки, при этом вход в его кабинет был свободен в любое время. Айк активно и успешно решал вопросы, взаимодействуя с советом попечителей университета, от которых зависело финансирование университета.
В 1948 году вышло первое издание мемуаров Эйзенхауэра, «Крестовый поход в Европу», книга, которая получила большой резонанс и принесла автору 476 250 долларов чистого дохода (налоговое управление предоставило герою Америки большие налоговые льготы, учитывая тот факт, что он не был профессиональным литератором). На конец 1966 года было продано свыше 1,7 млн экземпляров книги, которая к тому времени была переведена на 22 языка.
18 декабря 1950 года, во время рабочей поездки, состоялся телефонный разговор Эйзенхауэра и разыскивающего его президента Трумэна, который сообщил о единодушном мнении руководителей стран—членов НАТО о назначении Эйзенхауэра руководителем этой структуры. 7 января 1951 года он прибыл в гостиницу «Астория» в Париже, чтобы возглавить сухопутные, морские и военно-воздушные силы НАТО. В качестве заместителя главнокомандующего силами НАТО пригласил фельдмаршала Монтгомери. В своих мемуарах безапелляционно заявил: «Я верил в концепцию НАТО. По моему мнению, будущее западной цивилизации зависело от её успешного претворения в жизнь».
После создания в СССР атомного оружия заявил: «Отныне, впервые в своей истории, американцы вынуждены жить в условиях угрозы полного уничтожения», тем самым внеся свой вклад в формирование в понимании общественного мнения Америки понятия «советская угроза». При этом заявлений и уверенности в нападении СССР на США нет ни в письмах самого Эйзенхауэра, ни в воспоминаниях его брата Милтона Эйзенхауэра, который высказался однозначно: «Ни разу в жизни я не слышал, чтобы Эйзенхауэр высказал мнение или опасение, что СССР нападёт на Соединённые Штаты Америки. И я считаю, что таких опасений не могло быть».

### Начало президентской карьеры

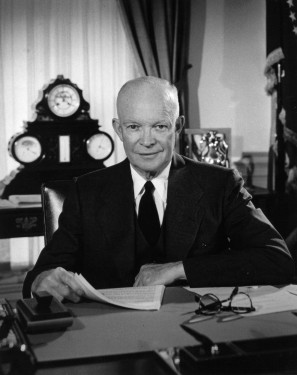
Президент Эйзенхауэр в Овальном кабинете Белого дома

В 1952 году руководство Республиканской партии приняло решение выдвинуть Д. Эйзенхауэра кандидатом на президентских выборах. Во время предвыборной кампании он 10 раз перелетел через всю страну на самолётах и 7 раз пересёк США по железной дороге. Он обещал мир и процветание, сбалансированный бюджет, сдерживание инфляции, уменьшение налогов, сокращение федерального государственного аппарата, искоренение бюрократизма и коррупции, расширение и улучшение программы социального страхования. Кандидат в вице-президенты Ричард Никсон был обвинён в коррупции, что стало неожиданным и сильным ударом для республиканской избирательной кампании 1952 года. Чтобы оправдаться в глазах избирателей, Никсону пришлось использовать специальную телевизионную программу, в которой он отвечал на перекрёстные вопросы телекомментаторов. По статистике, эти выступления, демонстрирующие незаурядный актёрский талант кандидата, смотрели и слушали около девяти миллионов человек — половина телезрителей, имевшихся в то время в стране. Тем не менее Никсон пользовался доверием Эйзенхауэра — об этом свидетельствует тот факт, что все восемь лет Никсон был вице-президентом в администрации президента Эйзенхауэра, а дочь Никсона вышла замуж за внука Эйзенхауэра.
В результате голосования 4 ноября Эйзенхауэр получил голоса 442 выборщиков из 531 и около 55 процентов голосов избирателей, и с перевесом в 6,5 млн голосов победил представителя Демократической партии Эдлая Стивенсона.

### Первый президентский срок 1953—1957
20 января 1953 года Эйзенхауэр принёс присягу на две Библии и вступил в должность президента США.
Президентская команда, названная журналистами «правительством восьми миллионеров и одного водопроводчика» принесла немало волнений Эйзенхауэру: госсекретарём США стал брат директора ЦРУ Аллена Даллеса, Джон Даллес; пост министра обороны получил бывший председатель правления «General Motors» Чарльз Уилсон, который публично заявил: «Всё, что хорошо для Дженерал-Моторз, хорошо для Соединённых Штатов»; Шерману Адамсу — начальнику штата Белого дома и ближайшему помощнику Эйзенхауэра — пришлось уйти в отставку по обвинению в коррупции.
После прихода к власти Эйзенхауэр закончил войну в Корее. Перед этим он попытался переломить её ход, отдав приказ перевезти на Окинаву в 1953 году две атомные бомбы, чтобы склонить КНДР к подписанию мирного договора.
К безусловной заслуге Эйзенхауэра как президента следует отнести прекращение работы «Комиссии по расследованию антиамериканской деятельности», окончание практики маккартизма (преследование за левые убеждения) и дискредитацию самого сенатора Маккарти. Важной заслугой президента стала также организация строительства Системы межштатных автомагистралей США, начало которой было положено в 1956 году принятием федерального законодательного акта.

#### Внутренняя политика
Связь внутренней и внешней политики США в 1950-х проявлялась столь рельефно, что в одном из выступлений Эйзенхауэр заявил: «мероприятия внутреннего характера и отношения на международной арене настолько тесно связаны, что во многих случаях неразделимы». При этом Эйзенхауэр не переоценивал своих возможностей ни в политике, ни в экономике. «Я никогда не обучался политике, — признавался Эйзенхауэр. — Я пришёл в неё со стороны на самую вершину». Ещё более определённо президент высказался в отношении своей подготовки в области экономических знаний: «Я деревенский парень и мало что понимаю в экономике».

#### Экономика
Следуя классической доктрине республиканизма, Эйзенхауэр считал, что федеральное правительство должно нести минимальные издержки при решении проблем социального обеспечения, что это забота профсоюзов, местных властей и в первую очередь самих трудящихся. Эти взгляды отражали кредо руководства Республиканской партии как партии большого бизнеса. Эйзенхауэр неоднократно заявлял, что государство не должно вмешиваться в экономику, апеллируя к авторитету Линкольна, который утверждал: «Государство должно делать только то, что сами граждане не могут делать наилучшим образом».
Действия самого Эйзенхауэра на поприще решения сложнейших проблем американской экономики 1950-х были более чем скромные. Президенту нельзя было отказать в том, что он со свойственной ему активностью пытался найти решение этих проблем, поставив на руководящие посты талантливых и энергичных людей, но он был во многом скован принципами партийной принадлежности и интересов монополистических кругов, имеющих сильное влияние в республиканской партии.
Президент прилагал личные усилия, чтобы сломать исторически сложившуюся и глубоко укоренившуюся традицию назначать на доходные места по приятельским соображениям. В 1953 году, на первом же заседании правительства, он заявил: «Если кто-либо будет претендовать на должность, ссылаясь на то, что он мой друг, вышвырните его из кабинета».
Во время его президентства США имели активное и устойчивое сальдо торгового баланса, но агрессивная внешняя политика «освобождения» и балансирования «на грани войны» пожирала практически весь доход.
Генералитет и представители военно-промышленного комплекса считали, что наконец-то пришла эра бесконтрольного расходования бюджетных средств на военные нужды, на Эйзенхауэра оказывался огромный нажим, взывавший к его «военной солидарности». Для сдерживания этого нажима Эйзенхауэру приходилось использовать всю силу своего авторитета.
Эйзенхауэр был одним из немногих политических деятелей США, которые понимали, что политический потенциал США ограничен. «Точно так же как Эйзенхауэр был последним президентом США, признававшим за Конгрессом право решать вопрос об объявлении войны, он же был и последним президентом, признававшим, что даже у Соединённых Штатов ограниченные возможности».
Подробно рассмотрев экономические аспекты военной политики США, в своём первом послании Конгрессу Эйзенхауэр сделал вывод: «Проблема заключается в том, чтобы достичь необходимой военной мощи, не допуская излишнего перенапряжения экономики. Наращивать военную мощь без учёта экономических возможностей — значит защищаться от одной напасти, вызывая другую».
Эйзенхауэр, как крупный военный авторитет, понимал и говорил о «катастрофических последствиях даже успешной мировой войны» и подчёркивал, что «единственный путь к победе в третьей мировой войне — это её предотвращение».
Эйзенхауэр последовательно придерживался антикоммунистических позиций. 24 августа 1954 года был подписан закон о контроле над коммунистической деятельностью, в котором прямо говорилось о лишении компартии «любых прав, привилегий и иммунитета, присущих организациям, созданным на основе законов США». От этой политики пострадало немало граждан; в частности, большой резонанс получило дело супругов Розенберг.
Эйзенхауэр неоднократно заявлял о тождестве интересов рабочего и работодателя, труженика и монополиста, напоминая иногда американским трудящимся о том, что и он был в молодости рабочим. Но практически администрация Эйзенхауэра принимала сторону монополий, которые в глазах правительства оказывались представителями интересов общества и государства, а рабочие выставлялись бунтарями, отстаивающими только свои личные интересы.

#### Расовая сегрегация
См: Расовая сегрегация в США
Чёрные американцы были убеждены в том, что разгром фашизма соответствует жизненным интересам афроамериканцев и с энтузиазмом вступали в американские вооружённые силы. На 1 августа 1945 года во всех родах войск насчитывалось 1 030 265 чернокожих военнослужащих, что составляло примерно 9 % личного состава вооружённых сил США. Тем не менее, порядка 90 % из них использовалось на всевозможных тяжёлых работах и лишь порядка 10 % в боевых частях. К концу войны в армии насчитывалось 7768 чернокожих офицеров, что составляло менее 1 % чёрных военнослужащих, против 11 % среди белых военнослужащих, причём большинство не поднималось по служебной лестнице выше ранга лейтенанта. Только один темнокожий имел звание бригадного генерала (из 776 генералов армии США). Из 5220 полковников только семеро были афроамериканцами.
Вследствие жесточайшей расовой сегрегации из чернокожих в армии постепенно формировались самостоятельные воинские части вплоть до полков и дивизий. На флоте сегрегация была несколько ослаблена лишь к лету 1944 года, когда на военные корабли были зачислены несколько сот чернокожих американцев, но и в конце войны 95 % чёрных моряков работали на кухне, обслуживали столовые, кают-компании, были заняты на подсобных работах.
Многие чернокожие участники войны получили ордена и медали, но, что характерно, ни один из них не был награждён «Медалью Почёта», при том, что за Гражданскую войну эту награду получил 21 чернокожий гражданин, за испано-американскую войну — 7. Особенно жёсткой сегрегации подвергались чернокожие в Южных штатах: в марте 1943 года на улице города Литл-Рок, штат Арканзас полицейским был убит чернокожий сержант. В том же году в Джентревиле, штат Миссисипи, в День памяти погибших военнослужащих шериф застрелил на улице чернокожего солдата.
Нетерпимые факты расовой сегрегации и дискриминации американских военнослужащих привели к изданию 12 мая 1944 года главнокомандующим вооружёнными силами союзников генералом Эйзенхауэром приказа «о равенстве возможностей и прав в отношении службы и отдыха каждого американского солдата независимо от чина, расы, цвета кожи и вероисповедания». Тем не менее, выражая позицию генералитета, 5 июня 1948 года Эйзенхауэр настаивал на проведении политики изоляции негров в армии, утверждая, что «полное слияние» причинило бы вред интересам их самих.
В то же время, в выступлениях активистов-участников движений за уничтожение расовой дискриминации ставился вопрос о том, что расовые гонения — позор Америки и в сущности ничем не отличаются от теории и практики фашизма. Особенно нетерпимо была настроена негритянская военная молодёжь, получившая на фронтах Второй мировой войны боевое крещение, сражаясь против фашизма, являющегося расизмом в чистом виде.
К этому времени в мире образовалось свыше 70 новых независимых государств, причём только в 1960 году в Африке образовалось 17 независимых государств. Народы, нередко находившиеся на очень низкой ступени экономического и культурного развития, брали свою судьбу в собственные руки и пытались строить свою новую жизнь. В это же время 20-миллионное негритянское население самой развитой капиталистической державы мира было вынужденно бороться за элементарные человеческие права. С другой стороны, особое влияние имела также социалистическая революция на Кубе, в непосредственной близости от США.
2 февраля 1948 года президент Трумэн направил Конгрессу специальное послание по гражданским правам, суть которого сводилась к необходимости принятия законов, запрещающих наиболее вопиющие акты расовой нетерпимости. После долгой и ожесточённой борьбы были приняты лишь два исполнительных приказа: один касался федерального контроля за справедливыми условиями найма на работу, второй — обеспечения равного образования и равных возможностей в вооружённых силах. Постепенно ослабла расовая сегрегация в армии, и в 1953 году в вооружённых силах США осталось лишь 88 мелких подразделений, состоящих исключительно из темнокожих. В войсках США в Западной Европе 83 % всех чернокожих солдат служили в интегрированных частях, в Японии и странах Тихого океана все части были интегрированы.
Вопрос расовой сегрегации в армии приобрёл особое значение во время избирательной кампании республиканца генерала Эйзенхауэра. Несмотря на свою популярность, в том числе и среди чернокожего населения Америки, Эйзенхауэр был вынужден считаться с этим фактором и, выступая 2 ноября в канун голосования с кратким перечнем того, что он намеревается претворить в жизнь в случае своего избрания, на первое место кандидат республиканцев поставил обещание «служить интересам всех американцев, независимо от расы». 9 апреля 1952 года конгрессмен Клейтон Пауэл писал Эйзенхауэру, чтобы он «немедленно дал указание сенатору Лоджу (руководителю предвыборной кампании) включить афроамериканца в штаб, руководящий избирательной кампанией кандидата».
Несмотря на то, что Эйзенхауэр не давал чернокожим американцам особых обещаний в ходе избирательной кампании, и ему не пришлось платить по политическим векселям, правление Эйзенхауэра ознаменовалось серьёзными расовыми конфликтами. Это было и принятое в 1954 году решение Верховного суда о десегрегации в школах и последующие вспышки конфликтов и неповиновения властям.
5 декабря 1955 года в городе Монтгомери, штат Алабама, начался бойкот сегрегированных автобусов. 381 день подряд, под палящими лучами солнца и проливным дождём, под градом насмешек и оскорблений, игнорируя террор, угрозы и провокации властей, местных расистов и ку-клукс-клановцев, 50 тысяч чернокожих жителей города предпочли ходить пешком. Руководил бойкотом 27-летний пастор баптистской церкви Мартин Лютер Кинг.

В 1957 году президенту Эйзенхауэру пришлось с помощью военной силы отстаивать гражданские права чернокожего населения на Юге
 В том же году Конгресс США принял первый с 1860-х годов федеральный закон, защищающий избирательные права чернокожих.

#### Внешняя и оборонная политика
В противовес сильным изоляционистическим настроениям республиканцев, в частности Роберт Тафт, суть которых заключалась в том, что США не должны связывать себя далеко идущими международными соглашениями, Эйзенхауэр был убеждён, что после Второй мировой войны пробил час для американского «руководства миром». На выступлении перед студентами Колумбийского университета в 1950 году Эйзенхауэр заявил: «На Соединённые Штаты Америки возложена миссия руководства миром. Вашему поколению предоставлена замечательная возможность внести свой вклад в то, чтобы это руководство стало моральной, интеллектуальной и материальной моделью на вечные времена».
Внешнеполитический курс США во время президентства Эйзенхауэра, получивший вид «интернационализации», строился на максимальном использовании усилий союзников США при решении кардинальных проблем мировой внешней политики.
Основу оборонной политики Эйзенхауэра составила доктрина «массированного возмездия», которая предусматривала увеличение авиации с ядерным оружием, чтобы дать возможность нанести удары по СССР и КНР. Эйзенхауэр выступал за сокращение численности армии и производства обычных видов вооружений при увеличении ассигнований на авиацию и ядерное оружие. Он полагал, что авиация США, имея на вооружении ядерное оружие, способна надежно защитить страну. Эта доктрина Эйзенхауэра получила название «Свежий взгляд» (New Look). Относительно дешевое, по сравнению с наращиванием обычных вооружений, ядерное оружие позволяло сокращать дефицит федерального бюджета и при этом сдерживать СССР от возможного нападения на США.
После краха суэцкой авантюры, вызванной тройственной агрессией Израиля и партнёров по НАТО Великобритании и Франции, и последовавшей эвакуации из Египта англо-французских войск США объявили, что призваны заполнить вакуум, образовавшийся вследствие утраты партнёрами позиций на Ближнем Востоке, который Эйзенхауэр обещал защитить от «коммунистической угрозы». Конгресс США принял соответствующий закон, дававший президенту право под предлогом защиты независимых стран Ближнего Востока использовать объединённые «вооружённые силы для оказания помощи любой стране или группе стран, нуждающихся в ней, против вооружённой агрессии со стороны какой-либо страны, контролируемой коммунизмом», что фактически заложило основание так называемой «Доктрины Эйзенхауэра».
При президентстве Эйзенхауэра значительно активизировались тайные операции ЦРУ. Оно осуществило перевороты в Иране в 1953 году и в Гватемале в 1954 году, помогало мятежникам в Индонезии в 1958 году, подготовку операции по свержению режима Кастро на Кубе. Эйзенхауэр верил, что тайные операции ЦРУ позволяют эффективно сдерживать экспансию СССР. Что касается собственно разведывательной деятельности ЦРУ, то Эйзенхауэр обратился к ведущим ученым страны за советом о том, какие технологии можно использовать для сбора информации о стратегических вооружениях СССР. После этого ЦРУ было поручено заняться разработкой и эксплуатацией высотных самолетов-разведчиков U-2 и разведывательных спутников под названием CORONA.

##### Отношения с СССР

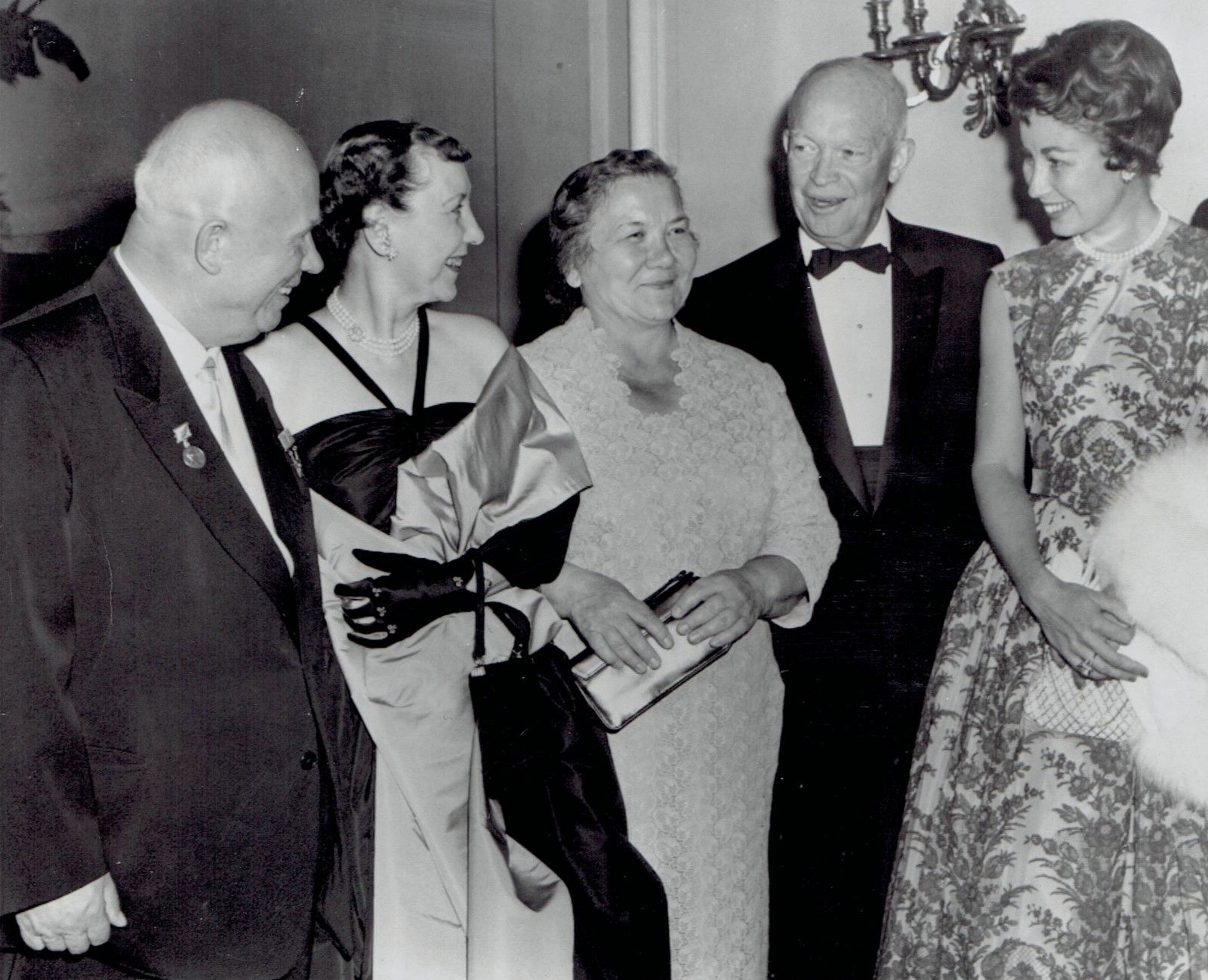
Хрущёв и Эйзенхауэр с супругами в советском посольстве в США, 1959 год

Эйзенхауэр два раза — в 1955 году в Женеве и в 1959 году в США — устраивал советско-американские встречи на высшем уровне.
Во время переговоров в Женеве в июле 1955 года Эйзенхауэр предложил провести разоружение обеих сторон при эффективной взаимной инспекции. Однако глава советского правительства Никита Хрущёв отверг эту идею, заявив, что такая инспекция — это план шпионажа против СССР.
4 октября 1957 года СССР вывел на орбиту первый искусственный спутник Земли. Это означало, что у СССР появились межконтинентальные ракеты, способные доставлять ядерный заряд в любую точку Земли, а у США на тот момент таких ракет не было. Запуск советского спутника нанёс по престижу США сильный удар. 15 октября 1957 года Эйзенхауэр пригласил 15 видных ученых-физиков, специалистов по атомной энергии и космическим проблемам и спросил у них, чем вызвано отставание США и прорыв русских в космосе. Они ответили, что важны ассигнования на фундаментальные научные исследования и на высшее образование, особенно на технические специальности. После этого в федеральном бюджете США были увеличены ассигнования на научные исследования и образование, в частности на высшее техническое, при этом были сокращены расходы на помощь малообеспеченным слоям населения, на госпитали, на строительство жилья и т. д..

##### Политика США в Европе
26 января 1951 года, выступая на сессии Совета НАТО, Эйзенхауэр заявил, что США нуждается в военных позициях, эшелонированных в глубину. Следовательно, им необходима помощь Западной Германии как с географической, так и с военной точки зрения. Целиком и полностью эти идеи поддерживал Даллес, претендуя на роль «пионера, придавая особое значение возрастанию экономического, политического и военного единства Европы». Даллес выдвинул идею использования Западной Германии как главной ударной силы сколачиваемого в Европе проамериканского военно-политического блока: «Нынешняя администрация полностью приняла задним числом к руководству мой тезис, что сила может быть достигнута только через единство и только лишь сила в Западной Европе создаст необходимые условия, которые позволят возродить мощь Западной Германии, не давая ей возможности доминировать в данном регионе».
9 июля 1948 года посол США в Лондоне писал Даллесу: «Лондонские соглашения по Германии — трудное дело, в частности потому, что все мы полностью сознаём риск, которому мы подвергаемся, и ответственный характер тех решений, которые пытаемся осуществить». В письме говорилось, что политика США и Англии в германском вопросе создаёт серьёзные проблемы для «включения Франции <в политику перевооружения Германии>, роль которой столь важна в осуществлении всей программы реконструкции и реорганизации Западной Европы». Подтверждением мрачных прогнозов стало решение Национального собрания Франции от 30 августа 1954 года об отказе ратифицировать договор о создании Европейского оборонительного сообщества. Для США возникала угроза потерять 12 западногерманских дивизий, которые вошли бы в состав вооружённых сил НАТО в случае положительного решения о создании ЕОС. Более того, считалось, что 12 дивизий — это только начало. Показателен разговор между Эйзенхауэром и Даллесом, нашедший отражение в мемуарах президента: «Почему бы Западной Германии не поставить двадцать дивизий вместо двенадцати? — поинтересовался Эйзенхауэр». «Двадцать немецких дивизий, — ответил Даллес, — привели бы французов в ужас». «Эйзенхауэр фыркнул. „Американские ресурсы, — подвёл он итог, — не следует рассматривать как неисчерпаемые“». США решительно требовали руководящей роли в Атлантическом сообществе, при этом стремясь переложить на плечи стран-партнёров как можно больший груз военно-экономических издержек при создании военной структуры НАТО. При помощи английской дипломатии, 23 октября 1954 года США добились подписания Парижских соглашений о вступлении Западной Германии в НАТО. 15 января 1955 года правительство СССР предложило провести в 1955 году всегерманские свободные выборы и решить вопрос об объединении Германии. Тем не менее, 5 мая 1955 года, всего через 10 лет после окончания войны, вступили в силу Парижские соглашения о присоединении ФРГ к НАТО. Через десять дней, 14 мая, социалистические страны подписали в Варшаве Договор о дружбе, сотрудничестве и взаимной помощи, получивший название «Варшавский договор». Тем самым с повестки дня снимался вопрос о послевоенном объединении Германии, и на долгих 34 года Европа разделилась на два противоборствующих лагеря.

##### Политика США на Ближнем Востоке
29 апреля 1951 года к власти в Иране пришло правительство Национального фронта во главе с М. Мосаддыком, которое национализировало нефтедобывающую и нефтеперерабатывающую промышленность. Это был серьёзный удар по интересам Великобритании на Ближнем и Среднем Востоке, что стало 5 июля 1951 года причиной обращения Черчилля к верховному главнокомандующему вооружённых сил НАТО с просьбой «направить в США телеграмму в поддержку» британской позиции в иранском вопросе. Ответом Эйзенхауэра стало письмо от 11 июля, в котором президент писал о том, что позиция США в данном вопросе определяется тем, что Иран — «страна, имеющая общую границу с Советским Союзом и хранящая в своих недрах значительную часть мировых запасов нефти». В ответ на разрыв отношений с Великобританией против правительства Мосаддыка была предпринята совместная британо-американская акция при прямом участии ЦРУ США, закончившаяся свержением правительства и возвращением шаха Мохаммеда Резы Пехлеви к власти. Взамен шах подписал соглашение с Международным нефтяным консорциумом, в котором ключевые позиции занимал американский капитал.
При активном участии, но без фактического вхождения в состав, в феврале 1955 года из Англии, Франции, Турции, Ирана (в котором при активной помощи США пришло к власти реакционное правительство), Пакистана и Ирака был создан новый военно-политический блок, получивший название «Багдадский пакт».
Первые вооружённые конфликты между национально-освободительными движениями арабских стран и государством Израиль не могли остаться без внимания США. Показательным для позиции США в развитии отношений стал составленный Джоном Даллесом ещё 21 сентября 1949 года секретный меморандум «Что я сделал для Израиля», документ с пометкой «Конфиденциально. Не подлежит опубликованию ни при каких обстоятельствах», в шести пунктах которого перечислялся весомый вклад Даллеса в создание государства Израиль и укрепление его международных позиций.
На фоне общего подъёма национально-освободительного движения, после победы июльской революции 1952 года в Египте 26 июля 1956 года был национализирован Суэцкий канал, принадлежавший компании, контрольным пакетом акций которой владели правительства Великобритании и Франции. В рамках, скоординированных в виде тройственной агрессии, Израиль (в ночь с 29 на 30 октября), Великобритания и Франция (с 31 октября) начали военные действия против Египта. США и СССР призвали прекратить агрессию, СССР предупредил о возможности применения ядерного оружия в отношении Франции и Великобритании, после чего те отступили и к 7 ноября военные действия были прекращены. Факт того, что никто из участников агрессии против Египта не консультировался с США, дал Эйзенхауэру моральное право выступить с публичным осуждением политики Израиля. Нежелание Великобритании и Франции, партнёров США по НАТО, информировать своего старшего партнёра о готовящемся ударе против Египта явно свидетельствовало о том, что «атлантическая солидарность» — довольно условное понятие и что западные союзники при решении кардинальных проблем мировой политики руководствуются своими собственными интересами. Тем не менее, Эйзенхауэр во время египетского кризиса проявил известную гибкость и не пошёл на дальнейшее обострение англо-американских отношений. В частности, со стороны США не последовало никаких санкций к участникам агрессии. Учитывая реальные соотношения сил между союзниками по НАТО, Великобритания и Франция были ограничены в действиях, и учитывая, что только фактор силы определяет возможности участников агрессивных военно-политических блоков, партнёры по НАТО и Израиль были вынуждены принять американскую точку зрения. Впрочем, принципиального изменения в политике государств, принявших резко антиегипетскую позицию, не произошло. Англии был предоставлен заём на 500 млн долларов, а в сфере американо-израильских экономических отношений заложен курс для всемерного развития в будущем военно-политического сотрудничества.

### Второй президентский срок 1957—1961
Президентские выборы в США 1956 года проходили 6 ноября, где Эйзенхауэр вновь победил кандидата от Демократической партии Эдлая Стивенсона так же, как и в 1952 году. Эдлай Стивенсон пользовался поддержкой либеральных демократов, но не имел реальной базы для кампании. Эйзенхауэр был достаточно популярным, хотя состояние его здоровья вызывало опасения. Закончив войну в Корее, в условиях экономического подъёма и благополучия, в которых находились США, никто не сомневался в его победе, в которой Дуайт победил в 41 с 48-ми штатов с перевесом в 9,4 млн голосов избирателей и 457 (против 73-х) голосов у Эдлая) выборщиков.

#### Экономический рост
Социально-экономическое развитие в годы президентства Эйзенхауэра характеризовалось бурным ростом государственно-монополистического капитализма. Демократическое правление и президентство Трумэна оставило в «наследство» дефицит в 9,4 млрд долларов, который удалось сократить лишь к 1956—1957 годам. Эйзенхауэру не удалось выполнить своего обязательства сократить военные расходы на 20 млрд долларов вследствие того, что неконтролируемая гонка вооружений порождала дефицит торгового баланса, стимулировала рост инфляции и ослабляла экономическую и военную мощь страны. За это он подвергался резкой критике со стороны представителей военно-промышленного комплекса, утверждавших, что президент подрывает основы военной мощи страны. Энергичные усилия Эйзенхауэра в борьбе с инфляцией принимались в штыки демократическим большинством в Конгрессе, которое предлагало прямо противоположные антиинфляционные мероприятия. Война в Корее явилась определённым стимулом для развития военно-промышленной отрасли и способствовала некоторому рассасыванию неравенства, что несколько смягчило кризис 1948—1949 годов. Тем не менее, США вновь настигли экономические кризисы 1953—1954, 1957—1958 и 1960—1961 годов. Доля США в промышленном производстве капиталистического мира снизилась в 1960 году до 45,4 % по сравнению с 53,4 % в 1948 году. В 1953 году в США насчитывалось 1,9 млн полностью безработных: в 1959 году этот показатель составил уже 3,8 млн. Немалой причиной всплеска безработицы стала автоматизация производства, увеличивавшая прибыли монополистов и в огромных масштабах способствующая концентрации промышленности. В 1956 году прибыль американских корпораций превысила 43 млрд долларов, что почти вдвое превысило показатели самого благоприятного для монополий военного года. Пик безработицы был достигнут весной 1958 года и превысил 6 млн. — более 5,7 % всего самодеятельного населения США.

#### Обострение отношений с СССР
Эйзензауэр не оставлял надежд на продолжение переговоров с СССР. В конце 1958 года он объявил об одностороннем прекращении американских испытаний ядерного оружия в атмосфере. В марте 1959 года он сказал: «Есть хорошие основания для того, чтобы верить, что русские не хотят войны».
Официальный визит Хрущёва в США состоялся с 15 по 27 сентября 1959 года, по итогам которого существенного сближения в позициях сторон по германской проблеме, заключению политического договора между СССР и США, торгово-экономическим отношениям, предложениям СССР о всеобщем и полном разоружении, прекращении испытаний ядерного оружия, представительству КНР в ООН и ситуации вокруг Тайваня — не произошло. В мае 1960 года под Свердловском был сбит американский разведывательный самолёт U-2. Это стало причиной охлаждения советско-американских отношений, срыва планировавшейся встречи по германскому вопросу и ответного визита Эйзенхауэра в СССР.

##### Политика США в Восточной Азии
Ещё будучи главнокомандующим вооружёнными силами НАТО, Эйзенхауэр проявил понимание проблем, с которыми столкнулась Франция, которая вела войну во Вьетнаме. 5 февраля 1950 года Эйзенхауэр писал из Парижа руководителю Фонда Форда Гофману: «Состоявшаяся недавно беседа с премьер-министром и министром обороны Франции оставила у меня впечатление, что публике неизвестны в полной мере финансовые трудности Франции. Война на истощение в Индокитае всё более резко влияет на позиции Франции в Европе». В другом письме Эйзенхауэр выражался ещё более определённо: «Самое тревожное — всё более растущее свидетельство приближающегося банкротства Франции». Принимая во внимание сложившуюся обстановку, Эйзенхауэр неохотно шёл на практические шаги и направил авианосцы флота США в Юго-Восточную Азию, на формальную помощь союзнику по блоку, лишь в марте 1954 года, что в принципе не спасло от поражения французского экспедиционного корпуса под Дьенбьенфу в мае 1954 года. Своим поступком Эйзенхауэр поддержал видимость «атлантической солидарности», при этом США не приняли открытого участия в конфликте.
На проводимом с 26 апреля 1954 года в Женеве совещании министров иностранных дел СССР, США, Англии, Франции и КНР обсуждались два вопроса — корейский и индокитайский. США были вынуждены принять участие в этом совещании под угрозой дипломатической изоляции. Правительство США на совещании представлял Даллес. На призыв поддержки курса США на «интернационализацию» войны во Вьетнаме откликнулись лишь Австралия и Южная Корея, что не имело для США политического и военного значения. Оказавшись в сложной ситуации, Даллес предпочёл покинуть совещание, оставив вместо себя Б. Смита, в результате чего со стороны США соглашение ни по одному пункту подписано не было. Ввиду отказа США и других участников интервенции в Корее принять предложение о выводе иностранных войск из этой страны и её объединение путём проведения свободных выборов в общекорейское Национальное собрание, проблема воссоединения Кореи завершилось безрезультатно.
С деятельностью Эйзенхауэра связано создание ещё двух пактов, СЕАТО (1954 год) и СЕНТО (1957 год), которые создали в Азии военно-политические блоки держав, формирующих и поддерживающих сферу американского влияния. Следствием курса на глобальное окружение СССР и его союзников кольцом проамериканских военных баз стало связывание США военными обязательствами 42 государств.
При этом не решались доставшиеся правительству Эйзенхауэра проблемы американской политики в Азии — советско-американские отношения, Корейская война, японская проблема, война в Индокитае и тайваньский вопрос (после провала северокорейской агрессии в Южной Корее и поражения французских колонизаторов во Вьетнаме, США открыто шли на милитаризацию Тайваня, рассматривая его как важное звено в системе пактов США в Азии) которые были связаны с отношениями США и КНР.
Придя к власти, Эйзенхауэр в отношениях с КНР учитывал главный в то время фактор — военно-политический союз между СССР и КНР, что в случае конфликта было чревато для США крайне тяжёлыми последствиями. Выступая на пресс-конференции 4 августа 1954 года, он высказался против приёма КНР в ООН, при этом 2 декабря сделал неофициальное заявление, в котором подчеркнул, что блокада КНР была бы равносильна акту войны, который поставил бы в рамках конфликта СССР против США. Это понимал и госсекретарь Даллес, в одном из документов 30 июня 1954 года писавший: «Если США нанесут удар по Китаю атомным и водородным оружием, Советская Россия немедленно придёт на помощь Китаю и нанесёт ответный удар по Соединённым Штатам».
Решением конгресса США в январе 1955 года по тайваньскому вопросу стали исключительные полномочия президента Эйзенхауэра и право применить вооружённые силы США против КНР по своему усмотрению. Демонстрация политики «с позиции силы», проводимая США, недвусмысленно дала понять готовность высших военно-политических кругов США пойти на риск нового военного конфликта с КНР. Некоторая разрядка в этом вопросе наступила после подтверждения Советским Союзом готовности выполнить свои обязательства по подписанному в феврале 1950 года Договору о дружбе, союзе и взаимной помощи между СССР и КНР.
Власти США выражали крайнее недовольство политикой президента Индонезии Сукарно, поскольку нейтралистская позиция Индонезии, ее отказ присоединиться к СЕАТО, были прямо противоположны усилиям администрации Эйзенхауэра по сдерживанию распространения коммунизма в этом регионе через систему двусторонних и региональных союзов. 23 сентября 1957 года Эйзенхауэр подписал директиву Совета национальной безопасности о проведении тайной операции «Хейк», после чего начались поставки оружия мятежным индонезийским военным на Сулавеси и Суматре. На первом из этих островов действовала организация «Перместа», требовавшая предоставления широкой региональной автономии, на втором — Революционное правительство Республики Индонезии, которое объявило о себе как о законной власти всей Индонезии. Затем были сформированы «Революционные военно-воздушные силы Индонезии», их самолётами управляли нанятые ЦРУ военные лётчики. Но уже в мае 1958 года власти США осознали, что попытка убрать Сукарно провалилась. Его авторитет еще больше укрепился, а последствием вмешательства США стало резкое ухудшение американо-индонезийских отношений.

##### Политика США в Латинской Америке
Латинская Америка оставалась важной сферой приложения американского капитала, который быстро и жестоко вытеснял своих конкурентов. Наряду с соображениями военно-политического характера, экономические факторы обусловили основные направления политики администрации Эйзенхауэра. Одним из «достижений» этой политики стала навязанная в марте 1954 года участникам Межамериканской конференции в Каракасе «Антикоммунистическая резолюция», которая узаконивала «коллективное вмешательство» в дела тех стран, где к власти придут демократические силы, что на практике вылилось в индивидуальное «право» США свергать любой неугодный им режим в Латинской Америке.
Уже в 1954 году была организована инспирируемая из американского посольства в Гватемале и оплачиваемая американской монополией «Юнайтед фрут компани» интервенция наёмников ЦРУ с целью свержения президента этой страны Хакобо Арбенса, который, как считал Эйзенхауэр, мостил дорогу к установлению коммунизма и был просоветски настроен. Арбенс был свергнут, к власти приведён проамериканский режим. После этого Эйзенхауэр заявил: «К середине 1954 года Латинская Америка была освобождена, по крайней мере на определённое время, от форпостов коммунизма».
При этом США активно поддерживало все диктаторские режимы Латинской Америки. После смерти кровавого диктатора Никарагуа Анастасио Сомоса Эйзенхауэр заявил: «Мы потеряли верного друга».
Сочтя возможной новую угрозу появления в Латинской Америке коммунизма, в феврале 1960 года США направило семь военных кораблей Военно-морского флота США, которые вторглись в территориальные воды Доминиканской республики и высадили десант морской пехоты, оказав решающую помощь диктаторскому режиму Трухильо. В то же время Эйзенхауэр, оценивая ситуацию, отмечал: «фундаментальные проблемы Латинской Америки — это безграмотность и нищета…» и эти проблемы нельзя решить ни американскими подачками, ни американскими штыками. Под напором революционно-патриотических сил в 1957—1959 годах рухнули поддерживаемые США режимы в Венесуэле, Колумбии и на Кубе. Поездка посланца президента США Ричарда Никсона с супругой по странам Латинской Америки едва не закончилась физической расправой над ними в Венесуэле. Одним из важных факторов сдерживания антиамериканских настроений и налаживания отношений в Латинской Америке стала деятельность Милтона Эйзенхауэра, занимавшего с 1953 года пост посла президента по особым поручениям в странах Латинской Америки.

#### Ближний Восток
В канун избирательной кампании 1956 года Эйзенхауэр перенёс операцию и не мог активно выполнять свои обязанности. Именно в это время Даллесом было взято обратно данное ранее Египту согласие на финансирование строительства Асуанской плотины — впоследствии техническую помощь при строительстве дамбы оказал СССР, причём треть стоимости проекта списывалась за счёт лояльности режима Насера к СССР.
В 1958 году в Ливане разгорелся острый гражданский конфликт. Эйзенхауэр направил в Ливан 15 000 военных, чтобы удержать проамериканское правительство у власти.

### После президентства
В 1960 году на пост президента США был избран Джон Кеннеди. Покинув Белый дом, Эйзенхауэр ушёл из политики и провёл свои последние годы жизни на ферме недалеко от Геттисберга, штат Пенсильвания.
В мае 1968 года он перенёс четвёртый инфаркт, из-за чего ему пришлось лечь в военный госпиталь «Уолтер Рид» в Вашингтоне. В 1969 году он стал лауреатом Премии «За мирный атом».
28 марта 1969 года Эйзенхауэр умер, его жена Мейми была рядом с ним.
Похоронен в Абилине на территории мемориального музея и президентской библиотеки.

## Награды

#### Награды США
| Страна | Дата                                                    | Награда | Награда |
| ------ | ------------------------------------------------------- | --- | --- |
| США    | 9 апреля 1918 года                                      | «Медаль Победы в Первой мировой войне»                                                                         | «Медаль Победы в Первой мировой войне»                                                                         |
| США    | 9 июля 1918 года                                        | Медаль заслуг в Мексиканских экспедициях                                                                       | Медаль заслуг в Мексиканских экспедициях                                                                       |
| США    | 7 сентября 1943 13 июля 1945 7 августа 1948 2 июня 1952 | дубовые листья к                                                                                               | медали Армии США «За выдающиеся заслуги»                                                                       |
| США    | 7 октября 1922                                          | Кавалер | медали Армии США «За выдающиеся заслуги»                                                                       |
| США    | 25 ноября 1943 года                                     | Легионер Почёта                                                                                                | Легионер Почёта                                                                                                |
| США    | 2 апреля 1947 года                                      | «Американская медаль за оборону»                                                                               | «Американская медаль за оборону»                                                                               |
| США    | 2 апреля 1947 года                                      | Медаль Победы во Второй мировой войне                                                                          | Медаль Победы во Второй мировой войне                                                                          |
| США    | 2 апреля 1947 года                                      | Армейская медаль «За оккупационную службу в Германии»                                                          | Армейская медаль «За оккупационную службу в Германии»                                                          |
| США    | 25 июня 1947 года                                       | Медаль «За выдающиеся военно-морские заслуги»                                                                  | Медаль «За выдающиеся военно-морские заслуги»                                                                  |
| США    | 22 июля 1947 года                                       | Медаль «За участие в военных действиях на Европейском, Африканском, Ближневосточном и Средневосточном театрах» | Медаль «За участие в военных действиях на Европейском, Африканском, Ближневосточном и Средневосточном театрах» |

#### Награды иностранных государств
| Страна               | Дата вручения    | Награда | Награда | Литеры |
| -------------------- | ---------------- | --- | --- | ------ |
| Филиппины            | 12 декабря 1939  | Медаль «Звезда заслуг» | Медаль «Звезда заслуг» |        |
| Великобритания       | 12 июня 1943     | Почётный кавалер Большого креста ордена Бани | Почётный кавалер Большого креста ордена Бани | GKB    |
| Франция              | 15 июня 1943     | Кавалер Большого креста ордена Почётного легиона | Кавалер Большого креста ордена Почётного легиона |        |
| Франция              | 19 июня 1943     | Кавалер Военного креста | Кавалер Военного креста |        |
| Марокко              | 9 июля 1943      | Кавалер Большой ленты ордена Алауитского трона | Кавалер Большой ленты ордена Алауитского трона |        |
| Великобритания       | 18 ноября 1943   | Африканская звезда | Африканская звезда |        |
| СССР                 | 18 февраля 1944  | Кавалер ордена Суворова 1 степени. Награждён за «выдающиеся успехи в деле управления войсками и в проведении широкого плана десантных и боевых операций англо-американских сил в Северной Африке и Италии против общего врага Советского Союза и Соединённых Штатов Америки — гитлеровской Германии» | Кавалер ордена Суворова 1 степени. Награждён за «выдающиеся успехи в деле управления войсками и в проведении широкого плана десантных и боевых операций англо-американских сил в Северной Африке и Италии против общего врага Советского Союза и Соединённых Штатов Америки — гитлеровской Германии» |        |
| Польша               | 25 сентября 1944 | Серебряный крест ордена «За воинскую доблесть» | Серебряный крест ордена «За воинскую доблесть» |        |
| Польша               | 18 мая 1945      | Кавалер Большого креста ордена Возрождения Польши | Кавалер Большого креста ордена Возрождения Польши |        |
| СССР                 | 5 июня 1945      | Кавалер ордена Победы | Кавалер ордена Победы |        |
| Великобритания       | 12 июня 1945     | Кавалер орден Заслуг | Кавалер орден Заслуг | OM     |
| Гаити                | 3 июля 1945      | Кавалер Большого креста Национального ордена Почёта и Заслуг | Кавалер Большого креста Национального ордена Почёта и Заслуг |        |
| Нидерланды           | 14 июля 1945     | Кавалер Большого креста ордена Нидерландского льва | Кавалер Большого креста ордена Нидерландского льва |        |
| Бельгия              | 30 июля 1945     | Кавалер Большого креста ордена Леопольда II | Кавалер Большого креста ордена Леопольда II |        |
| Бельгия              | 30 июля 1945     | Кавалер Военного креста | Кавалер Военного креста |        |
| Люксембург           | 3 августа 1945   | Кавалер Большого креста ордена Дубовой короны | Кавалер Большого креста ордена Дубовой короны |        |
| Люксембург           | 3 августа 1945   | Военная медаль | Военная медаль |        |
| Франция              | 5 сентября 1945  | Кавалер ордена Освобождения | Кавалер ордена Освобождения |        |
| Польша               | 7 сентября 1945  | Кавалер ордена «Крест Грюнвальда» 1 класса | Кавалер ордена «Крест Грюнвальда» 1 класса |        |
| Чехословакия         | 11 октября 1945  | Кавалер ордена Белого льва 1 класса | Кавалер ордена Белого льва 1 класса |        |
| Чехословакия         | 11 октября 1945  | Кавалер ордена Белого льва «За Победу» 1 класса | Кавалер ордена Белого льва «За Победу» 1 класса |        |
| Чехословакия         | 11 октября 1945  | Кавалер Чехословацкого Военного креста | Кавалер Чехословацкого Военного креста |        |
| Норвегия             | 20 ноября 1945   | Командор со звездой ордена Святого Олафа | Командор со звездой ордена Святого Олафа |        |
| Дания                | 19 декабря 1945  | Рыцарь ордена Слона | Рыцарь ордена Слона | R.E.   |
| Норвегия             | 17 апреля 1946   | Кавалер Большого креста ордена Святого Олафа | Кавалер Большого креста ордена Святого Олафа |        |
| Бразилия             | 19 июня 1946     | Кавалер Большого креста ордена Военных заслуг | Кавалер Большого креста ордена Военных заслуг |        |
| Бразилия             | 1 июля 1946      | Военная медаль | Военная медаль |        |
| Греция               | 13 июля 1946     | Кавалер Большого креста Королевского ордена Георга I | Кавалер Большого креста Королевского ордена Георга I |        |
| Бразилия             | 5 августа 1946   | Кавалер Большого креста ордена «За заслуги в воздухоплавании» | Кавалер Большого креста ордена «За заслуги в воздухоплавании» |        |
| Бразилия             | 5 августа 1946   | Кавалер Большого креста ордена Южного Креста | Кавалер Большого креста ордена Южного Креста |        |
| Бразилия             | 6 августа 1946   | Медаль «За кампанию в Европе» | Медаль «За кампанию в Европе» |        |
| Панама               | 13 августа 1946  | Кавалер Большого креста ордена Васко Нуньеса де Бальбоа | Кавалер Большого креста ордена Васко Нуньеса де Бальбоа |        |
| Мексика              | 15 августа 1946  | Кавалер Большого креста ордена Ацтекского орла | Кавалер Большого креста ордена Ацтекского орла |        |
| Мексика              | 15 августа 1946  | Медаль Гражданских заслуг | Медаль Гражданских заслуг |        |
| Мексика              | 17 августа 1946  | Кавалер ордена Военных заслуг 1 класса | Кавалер ордена Военных заслуг 1 класса |        |
| Чили                 | 12 марта 1947    | Кавалер Большого креста ордена Заслуг | Кавалер Большого креста ордена Заслуг |        |
| Гватемала            | 30 апреля 1947   | Кавалер Креста Военных заслуг 1 класса | Кавалер Креста Военных заслуг 1 класса |        |
| Египет               | 24 мая 1947      | Кавалер Большого ордена с звездой Высшего Ордена Исмаила | Кавалер Большого ордена с звездой Высшего Ордена Исмаила |        |
| Китайская Республика | 18 сентября 1947 | Кавалер Большой ленты специального класса ордена Облаков и Знамени | Кавалер Большой ленты специального класса ордена Облаков и Знамени |        |
| Италия               | 5 декабря 1947   | Кавалер Большого креста Военного ордена Италии | Кавалер Большого креста Военного ордена Италии |        |
| Эфиопия              | 14 февраля 1948  | Кавалер Большого креста ордена Соломона | Кавалер Большого креста ордена Соломона | KSS    |
| Эквадор              | 30 марта 1949    | Кавалер ордена Звезды Абдона Кальдерона 1 класса | Кавалер ордена Звезды Абдона Кальдерона 1 класса |        |
| Аргентина            | 12 мая 1950      | Кавалер Большого креста ордена Освободителя Сан-Мартина | Кавалер Большого креста ордена Освободителя Сан-Мартина |        |
| Греция               | 14 марта 1952    | Кавалер Большого креста Королевского ордена Спасителя | Кавалер Большого креста Королевского ордена Спасителя |        |
| Мальтийский орден    | 1 апреля 1952    | кавалер Большого креста ордена заслуг pro Merito Melitensi | кавалер Большого креста ордена заслуг pro Merito Melitensi |        |
| Франция              | 21 мая 1952      | Военная медаль | Военная медаль |        |
| Эфиопия              | 16 мая 1954      | Кавалер Большого креста ордена Царицы Савской | Кавалер Большого креста ордена Царицы Савской | GCQS   |
| Панама               | 8 июня 1956      | Кавалер цепи ордена Мануэля Амадора Герреро | Кавалер цепи ордена Мануэля Амадора Герреро |        |
| Марокко              | 25 ноября 1957   | Кавалер специального класса ордена Мухамадийя | Кавалер специального класса ордена Мухамадийя |        |
| Пакистан             | 7 декабря 1957   | Nishan-e-Pakistan | Nishan-e-Pakistan |        |
| Филиппины            | 16 июня 1960     | Кавалер цепи ордена Сикатуна | Кавалер цепи ордена Сикатуна |        |
| Таиланд              | 28 июня 1960     | Кавалер ордена Королевского дома Чакри | Кавалер ордена Королевского дома Чакри |        |
| Япония               | 27 сентября 1960 | Кавалер Большой ленты ордена Хризантемы | Кавалер Большой ленты ордена Хризантемы |        |
| Филиппины            | 9 апреля 1961    | Командор Легиона Почёта | Командор Легиона Почёта |        |
| Австрия              | 13 октября 1965  | Кавалер Большой звезды Почёта «За заслуги перед Австрийской Республикой» | Кавалер Большой звезды Почёта «За заслуги перед Австрийской Республикой» |        |

- Первый директор ФБР Эдгар Гувер вручил Дуайту Эйзенхауэру золотой значок Почётного сотрудника ФБР номер 1[30].
- именное оружие — в декабре 1952 года Эйзенхауэр получил звание почётного шерифа, и шериф округа Чешир (штат Нью-Гэмпшир) вручил ему личное именное оружие (шестизарядный револьвер Smith & Wesson «Chief’s special» .38 калибра с накладками на рукоять из розового дерева и золотой гравировкой)[31].
- наградное оружие — пистолет «Astra Cub» с золотой гравировкой (номер 69273) от правительства Испании (который был вручен 20 апреля 1956 года послом Испании в США и передан в музей Эйзенхауэра в Канзасе)[32].

## Воинские звания
- кадет (11.6.1911)
- второй лейтенант (12.6.1915, постоянное звание)
- первый лейтенант (1.7.1916, постоянное звание)
- капитан (15.5.1917, постоянное звание)
- майор (17.6.1918—19.10.1918, временное повышение)
- подполковник (14.10.1918-30.6.1920, временное повышение)
- майор (2.7.1920—4.11.1922, постоянное звание)
- капитан (4.11.1922—26.8.1924, постоянное звание)
- майор (26.8.1924, постоянное звание)
- подполковник (1.7.1936)
- полковник (11.3.1941, временное повышение)
- бригадный генерал (29.9.1941, временное повышение)
- генерал-майор (27.3.1942, временное повышение)
- генерал-лейтенант (7.7.1942, временное повышение)
- генерал (11.2.1943, временное повышение)
- бригадный генерал и генерал-майор (30.8.1943, постоянные звания, присвоенные в один день минуя постоянное звание полковника)
- генерал армии (20.12.1944, временное повышение)
- генерал армии (11.4.1946, постоянное звание со старшинством с 20.12.1944, минуя постоянные звание генерал-лейтенанта и генерала)
- в отставке с 31.5.1951

## Память
- В память об Эйзенхауэре были выпущены монеты и почтовые марки.

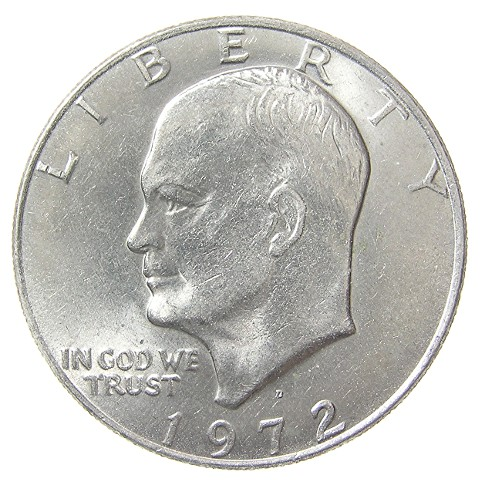
Эйзенхауэр на аверсе 1-долларовой монеты
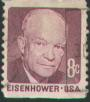
Эйзенхауэр на почтовой марке США
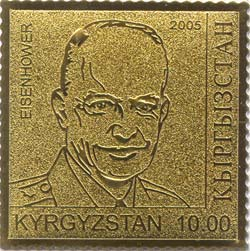
Эйзенхауэр на почтовой марке Кыргызстана

- В 1969 году его имя было присвоено медицинскому центру[англ.] в г. Ранчо-Мираж, штат Калифорния, США.
- В 2014 году именем Эйзенхауэра назван национальный аэропорт[англ.] г. Уичито, штат Канзас, США[33].
- В 2004 году снят фильм «Айк: Обратный отсчёт»; роль Эйзенхауэера сыграл Том Селлек.

## Воспоминания
- Eisenhower, Dwight D. Crusade in Europe. — 1948.
  - Эйзенхауэр Д. Крестовый поход в Европу. — Смоленск: Русич, 2000. — 528 с. — (Мир в войнах). — ISВN 5-8138-0108-1
- Eisenhower, Dwight D. Mandate for Change, 1953–1956 :  [англ.]. — 1963.
- Eisenhower, Dwight D. The White House Years: Waging Peace 1956—1961. — Doubleday and Co, 1965.

### Комментарии
1. ↑  При штабе Эйзенхауэра для координацию совместных действий c СССР находился генерал-майор А. Ф. Васильев.